# Nome, Alaska
Nome är en stad på södra Sewardhalvöns kust vid Berings hav i Nome Census Area i Alaska i USA. Enligt 2010 års folkräkning hade staden en befolkning på 3 598 invånare
Nome fick betydelse genom guldrushen 1898, tilldelades stadsrättigheter år 1901 och var vid denna tid Alaskas största stad. Staden ligger i Alaskas "Unorganized Borough".
Världens största vaskpanna hävdas finnas i Nome, men även den kanadensiska staden Quesnel har hävdat att de hyser den.
I januari 1925 utbröt en difteriepidemi bland eskimåerna i Nome. Havet var fruset, Nome saknade väg- och järnvägsförbindelse och det var vid denna tid inte möjligt att vintertid flyga till Nome. En slädhundsexpedition organiserades för att frakta serum till Nome. Gunnar Kaasen ledde hundarna den sista etappen, och ledarhunden Balto under den sträckan blev världskänd. Det finns en staty av Balto i Central Park i New York till minne av den händelsen.  Känd från denna händelse är också Leonhard Seppala och hans hund Togo, som körde den längsta sträckan.
Sedan 1973 anordnas årligen draghundtävlingen Iditarod, där hundspannen tar samma väg till Nome som vid serumtransporten 1925, en 1 868 kilometer lång sträcka.